# Ariane Mnouchkine
Ariane Mnouchkine (Boulogne-Billancourt, 3 de març de 1939) és una actriu, pedagoga i directora de teatre i cinema francesa que el 1964 va fundar el Teatre del Sol. És una de les desenvolupadores i representants més destacades en els darrers temps del teatre físic, del teatre intercultural i de la direcció escènica, segons la concepció actual del teatre, a la qual supera la seva subordinació exclusiva al text teatral.
El seu mètode de treball es basa en la creació col·lectiva. Així, ella no distribueix mai els papers entre els actors, per exemple. Dona molta importància a l'escenografia i l'expressió corporal, i tracta la veu a la manera del teatre oriental. Lluny del naturalisme, per a ella el teatre ha de semblar el més teatral possible. Apareix sempre a l'inici i al final de cada obra de teatre. Ha presentat sovint obres amb textos occidentals, clàssics, com Molière, o actuals, com Hélène Cixous, amb posades en escena que poden fer pensar en elements del teatre indi, japonès o asiàtic en general, especialment del kabuki. D'obra fortament política, considera clau la relació entre teatre i societat.
Per exemple, el 1970, amb el Théâtre du Soleil van presentar 1789 en una mena de festa política i teatral, la revolució francesa vista des del punt de vista de les classes baixes. El seu Teatre del Sol va associar-se amb el Grup d'Informació Presó, d'Hélène Cixous i Michel Foucault, i junts van muntar espectacles a presons, que sovint van acabar amb càrregues policials. El 1971 va ser una de les signants del Manifest de les 343 putes i el 1995 va fer una vaga de fam contra les massacres de Bòsnia i Hercegovina.
El 2011 és guardonat amb la Medalla Goethe.

## Premis i nominacions

### Nominacions
- 1965: Oscar al millor guió original per L'home de Rio
- 1978: Palma d'Or per Molière
- 1979: César a la millor pel·lícula per Molière
- 1978: César al millor director per Molière
- 2011ː Medalla Goethe